# Дубовое (Кунгурский район)
Дубовое — деревня в Кунгурском районе Пермского края в составе Голдыревского сельского поселения.

## География
Деревня находится в южной части Кунгурского района примерно в 10 километрах от центра Кунгура на юг.

## Климат
Климат умеренно-континентальный с продолжительной снежной зимой и коротким, умеренно-тёплым летом. Средняя температура июля составляет +17,8 0С, января −15,6 0С. Среднегодовая температура воздуха составляет +1,3 °С. Средняя продолжительность периода с отрицательными температурами составляет 168 дней и продолжительность безморозного периода 113 дней. Среднее годовое количество осадков составляет 539 мм.

## Население
Постоянное население составляло 25 человек в 2002 году (88 % русские), 14 человек в 2010 году.